# Chroococcidiopsis
Chroococcidiopsis [ˌkroːoˌkɔktsidiˈɔpsɪs] ist eine Gattung Photosynthese betreibender Cyanobakterien.
Die Arten der Gattung Chroococcidiopsis zählen zu den ungewöhnlichsten Organismen. Sie sind für ihre Fähigkeit bekannt, unter nahezu allen Umgebungsbedingungen, die auf der Erde vorkommen, zu wachsen oder zumindest zu überleben. Man fand die Bakterien in den heißesten und trockensten Wüsten der Erde, in Hochgebirgen, Salzseen, heißen Quellen, in der eisigen Ross-Wüste der Antarktis und sogar endolithisch im Inneren von Gesteinen.
Chroococcidiopsis-Arten tolerieren hohe Strahlung, extreme Temperaturen, Austrocknung, osmotischen Stress und extreme pH-Werte. Zum Überleben sind lediglich Licht, Kohlendioxid, ein Minimum an Wasser und Spurenelemente notwendig. Ihren Stickstoffbedarf können die Bakterien durch Fixierung molekularen Stickstoffs aus der Atmosphäre decken.
Die Einzeller werden daher als ideale Organismen zur initialen Besiedelung unbelebter Himmelskörper angesehen. Diese Idee gehört zu einem „Terraforming“ genannten Prozess, bei dem ein Mond oder Planet für Menschen bewohnbar gemacht werden soll: Chroococcidiopsis könnten auch unter unwirtlichen Bedingungen durch Photosynthese aus Wasser Sauerstoff freisetzen und so zur Bildung einer atembaren Atmosphäre beitragen oder durch Bindung von Kohlendioxid einem Treibhauseffekt entgegenwirken. Außerdem könnten die Bakterien Biomasse produzieren, Humus bilden und die Voraussetzungen für die Besiedlung durch andere Organismen und den Menschen schaffen. Es wird darüber diskutiert, ob Chroococcidiopsis auf dem Mars überleben und diesen erfolgreich besiedeln könnten. Schließlich könnte man die Bakterien auch gezielt genetisch verändern und noch besser an Umweltbedingungen auf anderen Himmelskörpern anpassen.
Chroococcidiopsis ist die Alge des Jahres 2017 der Deutschen Botanischen Gesellschaft.
Chroococcidiopsis-ähnliche Cyanobakterien nutzen die Chlorophylle a und f zur Photosynthese.

## Systematik
Derzeit umfasst die Gattung 16 Arten. (Stand: Februar 2016)
- Chroococcidiopsis bourrellyana Compère
- Chroococcidiopsis codiicola Beljakova
- Chroococcidiopsis cubana Komárek & Hindák mit Stamm PCC 7433[5]
- Chroococcidiopsis doonensis R.B.Singh
- Chroococcidiopsis edaphica J.R.Johansen & Flechtner
- Chroococcidiopsis fissurarum (Ercegovic) Komárek & Anagnostidis
- Chroococcidiopsis indica Desikachary
- Chroococcidiopsis karnatakensis Gonzalves & Kamat
- Chroococcidiopsis kashayi Friedmann
- Chroococcidiopsis mysorensis Tiwari
- Chroococcidiopsis polansiana Andersen
- Chroococcidiopsis spinosa Kamat
- Chroococcidiopsis supralittoralis I.Dor, N.Carl & I.Baldinger
- Chroococcidiopsis thermalis Geitler
- Chroococcidiopsis umbratilis I.Dor, N.Carl & I.Baldinger
- Chroococcidiopsis versatilis I.Dor, N.Carl & I.Baldinger